# Райхскомісаріат Остланд
Райхскомісаріа́т О́стланд (РКО, нім. Reichskommissariat Ostland, досл. «Райхскомісаріат Східного краю»), — цивільний окупаційний режим, встановлений Нацистською Німеччиною в країнах Балтії (Естонія, Латвія і Литва) та більшій частині Білорусі під час Другої світової війни. На початковому етапі був також знаний як райхскомісаріат Baltenland («Балтійський край»). У період передачі влади від військової адміністрації до створення німецької цивільної адміністрації — номінально під владою імперського міністерства у справах окупованих східних територій (нім. Reichsministerium für die besetzten Ostgebiete) на чолі з Альфредом Розенбергом, але де-факто під контролем Гінріха Лозе, призначеного райхскомісаром.
Політика Нацистської Німеччини мала на меті поступове знімечення та переселення етнічних німців до краю.
Протягом 1943—1944 років Червона армія поступово відвоювала більшу частину терену від німецької окупації. З просуванням радянських військ на захід райхскомісаріат фактично втратив свою функцію. Формально Остланд припинив діяльність у Франкфурті-на-Одері 27 січня 1945 року.
Остланд не варто плутати з Обер Остом, який був створений як окупаційна влада балтійського краю Німецькою імперією в Першій світовій війні.

## Адміністративна структура
Адміністративний центр — Рига. Райхскомісар — Гінріх Лозе, в 1944 році короткий час — Еріх Кох. Охоплював генеральні округи:
- Білорутенія (нім. Weißruthenien), центр у Мінську (генеральний комісар Вільгельм Кубе, потім після його вбивства Курт фон Готберг). Регіональними центрами Білорутенії були: Барановичі, Вілейка, Ганцевичі, Глибоке, Ліда, Мінськ, Новогрудок, Слонім, Слуцьк. З 1943 на території генерального округу діяв національний парламент Білоруська центральна рада, у віданні якого перебувала армія (Білоруська крайова оборона) і поліція (Білоруська народна самодопомога).
- Литва (нім. Litauen), центр у Каунасі (генеральний комісар Теодор Адріан фон Рентельн). Національну «довірчу раду» очолював генерал Пятрас Кубілюнас. Пронімецьку позицію в Литві відстоювала Асоціація залізних вовків. Проте в цілому Литва залишалася швидше окупованою, ніж союзною Третьому райху країною.
- Латвія (нім. Lettland), центр у Ризі (генеральний комісар Отто-Генріх Дрекслер). Для боротьби проти СРСР на території Латвії був створений Латиський легіон, куди увійшли дві латиські дивізії СС (15-та і 19-та гренадерської дивізії).
- Естонія (нім. Estland), центр в Ревелі (генеральний комісар Карл-Зігмунд Ліцман). На території Естонії діяли національні збройні формування Омакайтсе, на базі яких в кінці війни була створена окрема естонська дивізія СС

Крім намісників — німецьких генеральних комісарів — в 3 з 4 округів були створені місцеві адміністрації, на чолі яких стояли:
- Литва — генеральний радник генерал Пятрас Кубілюнас
- Латвія — генеральний директор генерал Оскарс Данкерс
- Естонія — національний директор Гяльмар Мяе